# Jutta Barthel
 Jutta Annemarie Barthel, geborene Jutta Annemarie Wolff (* 17. Januar 1921 in Breslau; † 28. August 2007 in Bremen-Vegesack) war eine deutsche Tänzerin, Tanzpädagogin, Choreographin und Ballettmeisterin.

## Leben
Nach ihrer Ausbildung im modernen (Ausdrucks-)Tanz und zur Tanzpädagogin sowie der Leitung mehrerer Tanzgruppen übernahm Barthel von 1950 bis 1970 die Leitung der Tanzgruppe im Klubhaus der ehemaligen Buna-Werke in Schkopau bei Halle an der Saale.
In Zusammenarbeit Barthels mit dem Komponisten Wolfgang Hudy entstanden mehrere Tanzspiele, Choreographien und Ballette, wie „Das kalte Herz“ (Uraufführung: 11. Mai 1962) und „Die lachende Maske“ (Uraufführung: 18. Juni 1964).
Für ihre Arbeiten erhielt Barthel mehrere Auszeichnungen, z. B. den „Staatspreis für künstlerisches Volksschaffen“ und die Händel-Medaille.